# George Biddell Airy

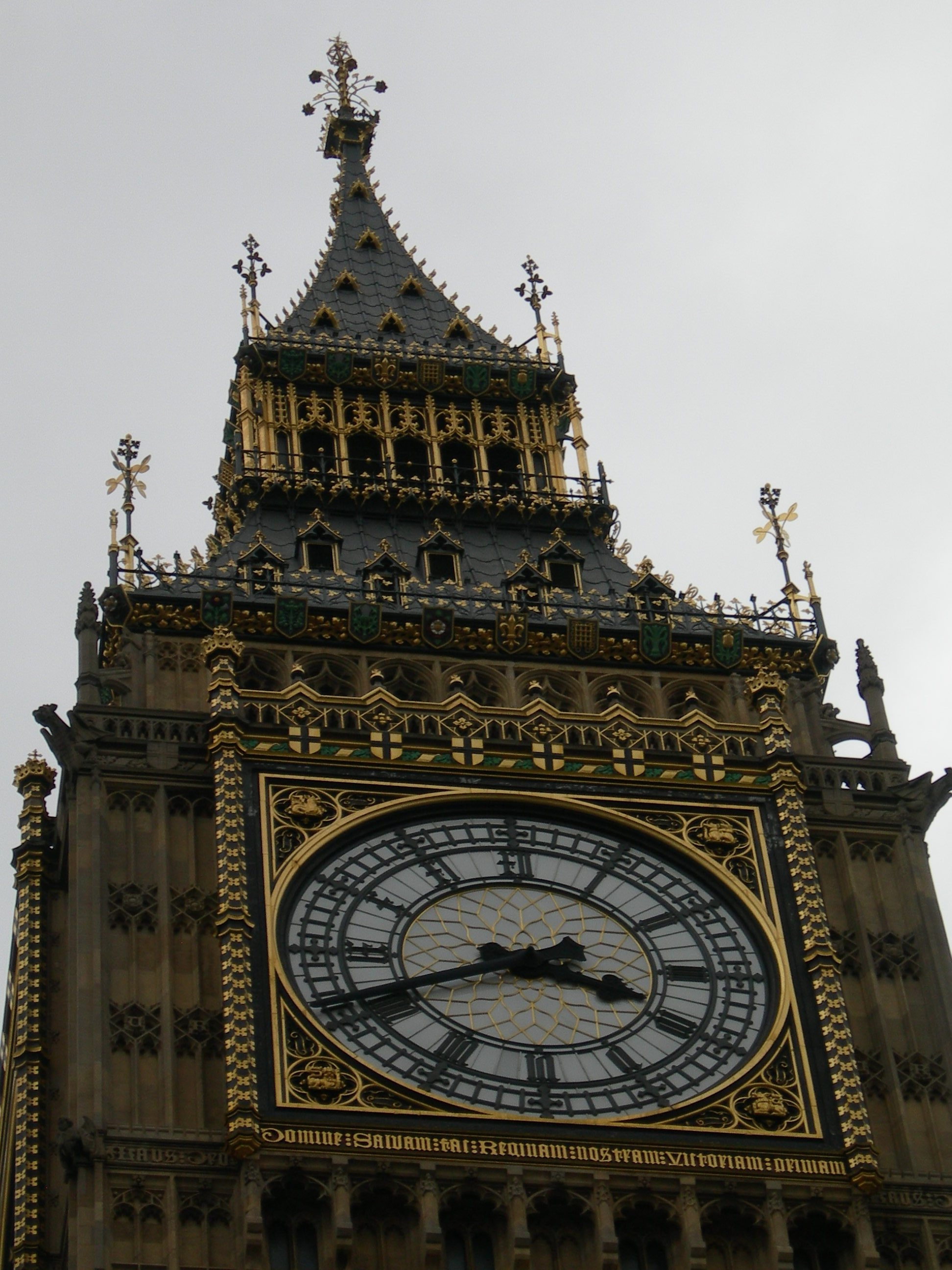
Biddell Airy progettò insieme a Edmund Beckett Denison i meccanismi dell'orologio del Big Ben

George Biddell Airy (Alnwick, 27 luglio 1801 – Greenwich, 2 gennaio 1892) è stato un astronomo e matematico inglese.

## Biografia
È stato Professore lucasiano di matematica dal 1826 al 1828. Nel 1835 divenne il settimo astronomo reale, conservando la carica fino al 1881. Alla sua nomina trovò l'Osservatorio Reale di Greenwich in uno stato di notevole disordine e inefficienza, e lo trasformò in uno dei migliori osservatori del mondo attraverso una rigida applicazione di norme molto severe.
I suoi risultati includono il lavoro sulle orbite planetarie, la misurazione della densità media della Terra, un metodo di soluzione di problemi bidimensionali nella meccanica dei solidi e, nel suo ruolo di Astronomo Reale, la scelta di Greenwich come posizione del meridiano fondamentale e l'introduzione dei  segnali orari trasmessi alle stazioni ferroviarie in seguito alla collaborazione con Charles Vincent Walker.
Nel 1833 gli fu assegnata la Medaglia d'oro della Royal Astronomical Society.

## Opere

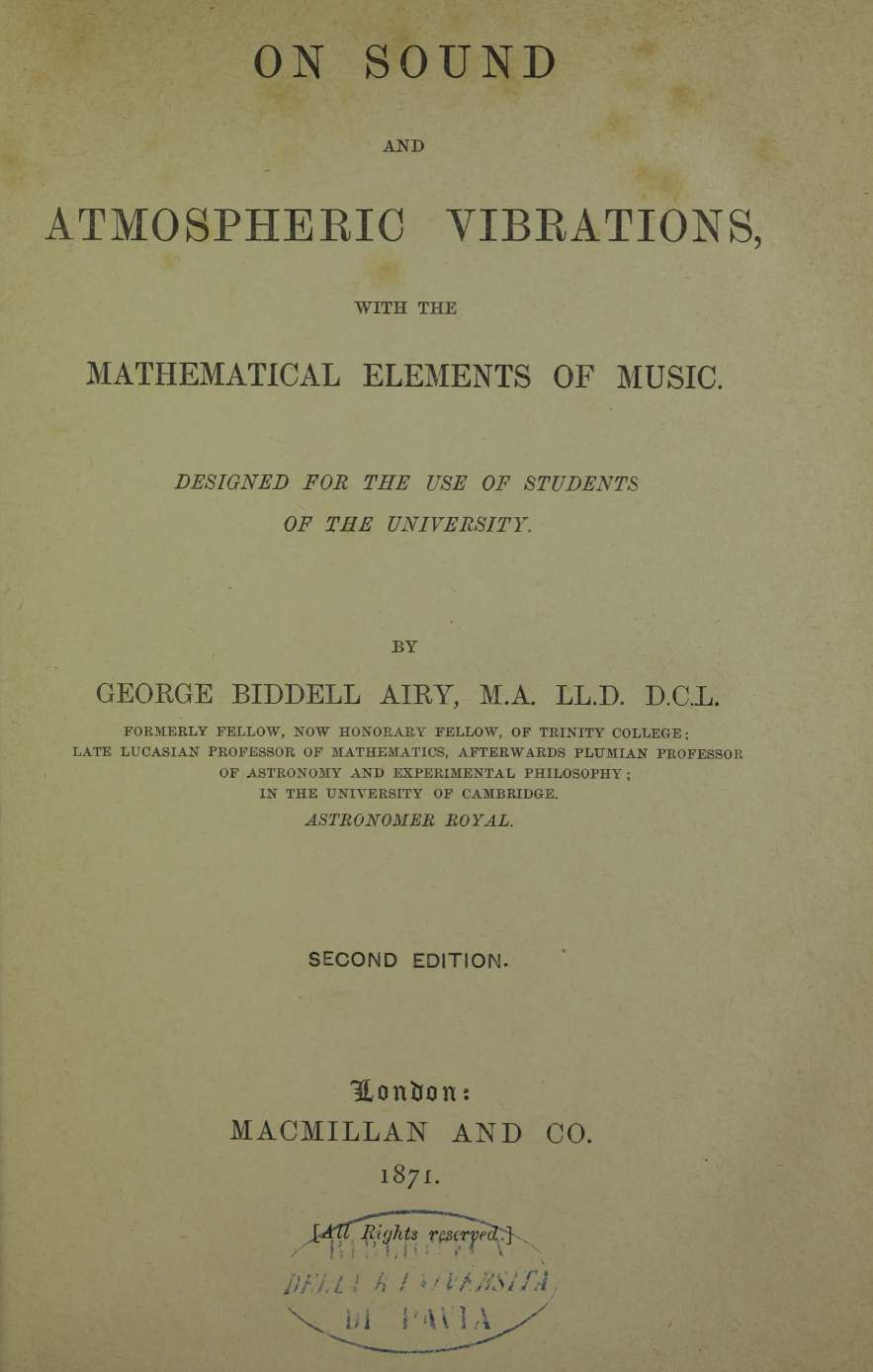
On sound and atmospheric vibrations with the mathematical elements of music, 1871

- Gravitation: an Elementary Explanation of the Principal Perturbations in the Solar System, London, Charles Knight, 1834.
  -  Gravitazione. Spiegazione elementare delle principali perturbazioni nel sistema solare, traduzione di Francesco Porro, Milano, Hoepli, 1893.
- A Treatise on Trigonometry (London: Griffin & co. 1855)
- Mathematical Tracts on the Lunar and Planetary Theories, the Figure of the earth, precession and nutation, the calculus of variations, and the undulatory theory of optics (Cambridge, MacMillan, 1858)
- (EN) On the algebraical and numerical theory of errors of observations and the combination of observations, London, Macmillan, 1861.
- A treatise on magnetism (London : Macmillan, 1870)
- (EN) On sound and atmospheric vibrations with the mathematical elements of music, London, Macmillan, 1871.
- Account of observations of the transit of Venus, 1874, December 8 : made under the authority of the British government : and of the reduction of the observations (London : H.M. Stationery Office, 1881)
- Popular astronomy. A series of lectures delivered at Ipswich (London, MacMillan, 1881)
- Autobiography of Sir George Biddell Airy (Cambridge : University Press, 1896)